# Южно-Африканская епархия
Южно-Африка́нская епа́рхия — одна из двух епархий Русской православной церкви на территории Африки. Образована 29 декабря 2021 года. Входит в состав Патриаршего экзархата Африки.

## История
29 декабря 2021 года Священный синод Русской православной церкви (РПЦ) образовал Южно-Африканскую епархию, епархиальному архиерею которой постановил иметь титул «Йоханнесбургский и Южно-Африканский». В сферу пастырской ответственности Южно-Африканской епархии вошли следующие страны: Южно-Африканская Республика, Королевство Лесото, Королевство Эсватини, Республика Намибия, Республика Ботсвана, Республика Зимбабве, Республика Мозамбик, Республика Ангола, Республика Замбия, Республика Малави, Республика Мадагаскар, Республика Маврикий, Союз Коморских Островов, Объединённая Республика Танзания, Республика Кения, Республика Уганда, Республика Руанда, Республика Бурунди, Демократическая Республика Конго, Республика Конго, Габонская Республика, Республика Экваториальная Гвинея, Демократическая Республика Сан-Томе и Принсипи. В состав епархии был включён ставропигиальный приход в честь преподобного Сергия Радонежского в ЮАР.
30 января 2022 года 24 африканских священнослужителя совершили первую после своего присоединения к РПЦ Божественную литургию. Богослужение произошло в храме Святого Великомученика Пантелеимона в селении Эбуаянгу (Кения).

## Приходы
ЮАР
- Храм Сергия Радонежского (Йоханнесбург)
- Храм Марии Египетской (Робертсон)
- Храм Иоанна Лествичника (Кейптаун)
- Православная миссионерская община во имя святого апостола Фомы (Блумфонтейн)
- Приход в Родебоше (Кейптаун)

Габон
- Храм иконы Божией Матери «Знамение» (Нтум)[4]

Замбия
- Приход святителя Димитрия Ростовского (Луаншья) (строится храм)[5]

Кения
- Приход великомученицы Екатерины (Матара)[6]
- Храм Андрея Первозванного (Таунет)[6]
- Приход равноапостольных Константина и Елены (Тилолво)[6]
- Храм Святого Пантелеимона (Эбуаянгу)[2]

Малави
- Приход святого Кирилла (Намбазо)[7]

Танзания
- Приход Апостолов Петра и Павла (Бугаза)[8]
- Приход Матроны Московской (Дар-эс-Салам)[8]
- Приход Николая Чудотворца (Кимамба)[9] (строится храм[10][8])
- Храм Равноапостольной Нины (Кисарава)[8]
- Приход Космы и Дамиана (Мгаджвале)[8]
- Приход Антония Великого (Ньякахама)[8]
- Приход епископа Иннокентия Иркутского (Сокойне)[10]

## Архиереи
- Леонид (Горбачёв) (29 декабря 2021 — 11 октября 2023) в/у[1]
- Константин (Островский) (с 11 октября 2023) в/у